# Deva Shamsher Jang Bahadur Rana
Deva Shamsher Jang Bahadur Rana (देव समसेर जङ्गबहादुर राणा - Deva Samasera Jaṅgabahādura Rāṇā; Katmandu, 17 luglio 1862 – Mussoorie, 20 gennaio 1914) è stato un politico nepalese, Maharaja di Lambjang e Kaski, generale e Primo ministro del Nepal nel 1901.
Apparteneva alla potente famiglia Rana, che ha tenuto le redini del governo nepalese dal 1846 al 1951.